# 気仙沼女子高等学校
気仙沼女子高等学校（けせんぬまじょしこうとうがっこう）は、宮城県気仙沼市入沢に所在した私立女子高校。略称は気女（けじょ）。
地域の人口減少や東日本大震災の影響でJR大船渡線が不通になって岩手県から生徒を集めにくくなるなど生徒の確保が難しくなったため、2014年（平成26年）3月で閉校。

## 設置学科
- 普通科
  - 英進コース
  - 福祉コース
  - ビジネスコース

## 沿革
- 1948年（昭和23年）3月 - 各種学校として創立。
- 1955年（昭和30年）8月 - 学校法人畠山学園を設立。
- 1969年（昭和44年）
  - 1月 - 高等学校設立認可。
  - 4月 - 気仙沼家政高等学校開校。
- 1971年（昭和46年） - 体育館が上にある珍しい構造の4階建て校舎が完成[1]。
- 1973年（昭和48年）4月 - 商業科設置。
- 1974年（昭和49年）4月 - 普通科設置。
- 1976年（昭和51年）9月 - 校名を気仙沼女子高等学校と変更。
- 1989年（平成元年）4月 - 家政科廃止。
- 1996年（平成08年）4月 - 商業科を総合ビジネス科に科名変更。
- 2002年（平成14年）4月 - 普通科（英進・福祉・ビジネス）コース制に学科改編。
- 2011年（平成23年）7月 - 理事会で2013年末で閉校することを決定。
- 2012年（平成24年）度 - 新入生募集停止。
- 2014年（平成26年）3月 - 閉校[1]。
- 2015年（平成27年）6月5日 - 校舎の解体作業を開始[1]。

## 特徴

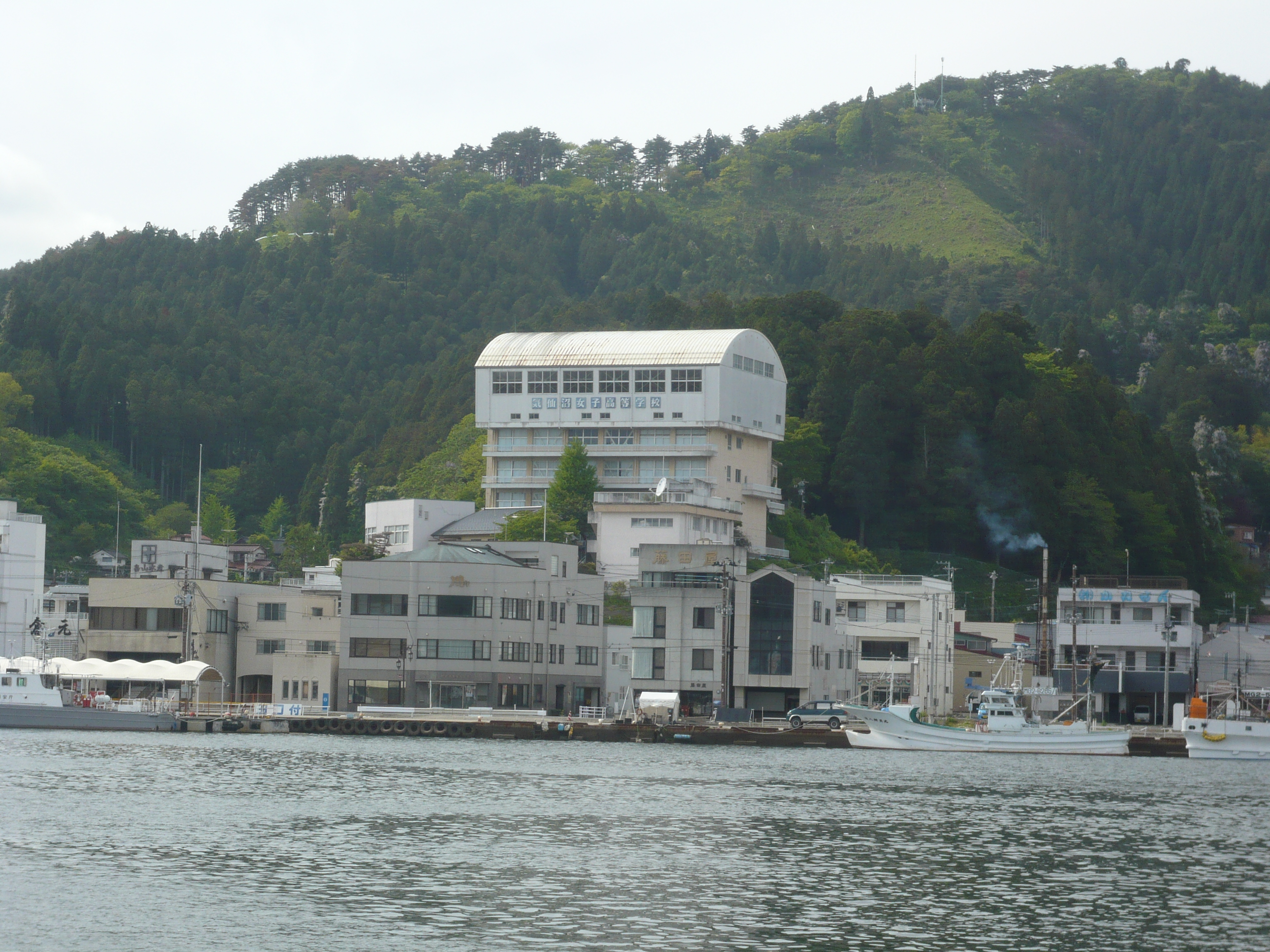
学校遠景（2013年6月）

遠くからも見えるかまぼこ形の施設は体育館が上にある珍しい構造の4階建て校舎で、その形から「カマボコ」と呼ばれ気仙沼市民に親しまれた。
跡地に災害公営住宅4棟61世帯を建設するため、2015年（平成27年）6月から校舎の解体作業が開始された。

## 部活動
- 運動部 - 卓球、テニス、バスケットボール、バレーボール、陸上競技
- 文化部 - 科学、家庭、華道、茶道、商業、吹奏楽、美術